# منظمة طلاب اسعاف سانت جون
طلاب إسعاف سانت جون هي منظمة شباب اسعاف سانت جون التي تأسست في عام 1922 للأشخاص الذين تتراوح أعمارهم بين 10 و 17 لتدريبهم على الإسعافات الأولية، الأعمال الاجتماعية، الخير، التواصل مع الاخرين وغيرها من المهارات الأساسية. [6] [7] وهي واحدة من أكبر منظمات الشباب في إنجلترا وتضم أكثر من 20000 عضو. [8] يشارك طلاب المنظمة في مجموعة متنوعة من الأنشطة التي تتكون من تقديم الإسعافات الأولية في الأحداث والتجمعات، وتعلم القيادة ومهارات التدريب.
في عام 2020، تم استعراض برنامج Cadet حيث تم إطلاق برنامج جديد يعكس نهجًا أكثر حداثة للشباب. وهذا يشمل جائزة Grand Prior's , دورات القيادة وتطوير دورات الإسعافات الأولية المقدمة. كان البرنامج قيد التصميم منذ عام 2017 وكان عملية شاملة تشمل قادة الشباب من جميع المناطق الأربع في الدير في إنجلترا، والطلاب من جميع أنحاء المناطق الأربع وأصحاب المصلحة الآخرين.

شعار منظمة طلاب اسعاف سانت جون

| النوع                   | منظمة شبابية / جمعية خيرية                                          |
| التأسيس                 | مارس 1922                                                           |
| الهدف                   | تعليم الاسعافات الاولية                                             |
| العضوية                 | تحت سن الثامنة عشر                                                  |
| رئيس الشباب             | Tamsin Mallion                                                      |
| مدير موارد بشرية للشباب | Soniya Irman                                                        |
| الموقع الالكتروني       | https://www.sja.org.uk/get-involved/young-people/cadets-ages-10-17/ |

## التدريب
الإسعافات الأولية - هناك دورتان للإسعافات الأولية: الحث الأساسي «الإسعافات الأولية للطلاب»، دورة تمهيدية مدتها 10 ساعات لتقديم الإسعافات الأولية في الاحداث؛ مؤهل "Cadet Operational First Aider"، محاكى دور الإسعافات الأولية للبالغين، مما يسمح لهم بالعلاج تحت الإشراف. كما يتم الانتهاء من تدريب الإسعافات الأولية كوحدة مع جائزة العضوية التي يتعهد بها جميع الطلاب. يتم تدريبهم على استخدام مزيل الرجفان الخارجي الآلي (AED) في كلتا الدورتين.
قيادة كاديت - يتم تشجيعها على حضور دورات القيادة التي تجري على مستويين. يقومون بتدريس المهارات التي تمكن الطلاب من ترقية قادة الشباب (NCOs) مع وحداتهم. تُحسب الدورات ضمن جائزة Grand Prior للجائزة الكبرى.
تعليم النظراء - يتيح إكمال هذه الدورة التدريبية للطلاب الحصول على شهادة BTEC المستوى 2 في تعليم النظراء، وهو مؤهل معتمد خارجيًا. بعد الانتهاء من التأهيل، يمكن لمعلمي Cadet Peer Educers توفير التدريب على الإسعافات الأولية للشباب وتعليم موضوعات الجائزة الكبرى التي يكونون فيها مؤهلين بالفعل. يمكن للمتدربين الذين أكملوا الدورة ولكن لم يحصلوا على التأهيل أن يصبحوا «مساعد الأقران»؛ لا يمكنهم فقط إعطاء التدريب على الإسعافات الأولية، ولكن يمكنهم مساعدة نظرائهم المؤهلين في تدريب الآخرين. [10] [11]هذا المؤهل غير متاح لأن الهيئة المانحة المسؤولة انسحبت.

## الانشطة
يستطيع الطلاب المشاركة في مجموعة متنوعة من الأنشطة الأخرى وليست إسعافات أولية، ومساعدة الأعضاء البالغين في سيارة إسعاف سانت جون. بعضها مدرج أدناه. [8]
مساعدة أعضاء سانت جون الإسعاف البالغين أثناء تقديم الإسعافات الأولية في الأحداث (مثل مباريات كرة القدم، وعروض الألعاب النارية، والأحداث المحلية).
عمل الاتصالات اللاسلكية.
مجموعات قيادية وتدريبية للطلاب.
مسابقات مثل «طالب العام».
جمع التبرعات لسيارة إسعاف سانت جون والجمعيات الخيرية الأخرى.
استكمال الجوائز مثل جائزة الكبرى السابقة وجائزة دوق إدنبرة.
المشاركة في التدريبات؛ في بعض المناطق، موكب ذكرى الأحد.
التواصل الاجتماعي في الأحداث الترفيهية المنظمة (مثل «ليالي المرح» والتخييم وكرات الشباب والرحلات الأخرى).

## الجوائز
هناك عدد من الجوائز التي يمكن للطلاب الحصول عليها خلال فترة إقامتهم في St John Ambulance :
جائزة العضوية - هذه هي الجائزة الأولى التي سيكملها الأعضاء الجدد، والتي تنطوي على إكمال أوراق العمل والأنشطة حول مختلف جوانب حياة سانت جون. يمكن لكل وحدة تشغيل هذا بطرق أخرى.
نظام الجائزة الكبرى المسبقة - هذه هي أعلى جائزة يمكن للطالب تحقيقها، والتي سميت باسم Grand Prior of the Order of St John . يتضمن مخطط الجائزة هذا طلابًا يكملون 24 موضوعًا على مستويات مختلفة (البرونزية والفضية والذهبية والجراند). يستغرق هذا عادةً من 3 إلى 6 سنوات حتى يكتمل.
جوائز الخدمة - في كل مرة يكمل فيها الطالب أي عمل تطوعي لسيارة إسعاف سانت جون، يتم تسجيل ساعات عملهم. عند اكتمال عدد معين من الساعات، يتم منحهم شارة (بعد 50 ساعة و 100 ساعة وكل 100 ساعة حتى 1000 ساعة). [13]
جوائز أخرى - يمكن أيضًا إكمال جائزة دوق أدنبرة؛ التزمت سيارة إسعاف سانت جون مؤخرًا بتقديم هذه الجائزة لجميع الطلاب المؤهلين.